# 同根生
《同根生》是1989年上映的一部香港電影，由王龍威執導，劉德華、林威和溫碧霞主演。

## 剧情
张氏兄弟张家威与张家华从内地偷渡到香港，家威被截回，家华则成功抵港。家华到港后，刚开始做小买卖，后得到黑帮头目唐辉的赏识而加入帮会。家华和唐辉被另一黑帮头目马觉海陷害，使唐入狱，家华则被逼逃往台湾，在那里从事正经生意并娶妻育有一女。
马觉海后来成为香港黑帮大头目和毒贩，他欲把他的贩毒网扩展到台湾，便派人到台湾和已是一间运输公司负责人的家华洽谈合作，因被家华严拒，于是马含恨在心，派一杀手往台绑架张的家人作人质逼他合作，该杀手竟是家华的哥哥张家威。家威在劫人时失手把侄女扼死，不幸之事发生后他非常痛悔。
家华知女儿之死是马指使所为后，怀着悲愤心情回港找马报仇。在打斗中，家华的恩人唐辉被马杀死，马则被家威刺死，家威最终亦被警探击毙。

## 角色
| 演員   | 角色       | 粵語配音 | 備註                         |
| 劉德華 | 张家华     | 李學斌   |                              |
| 林威   | 张家威     | 張炳強   | 家华哥哥                     |
| 溫碧霞 | 家华的老婆 | 溫碧霞   | 育有一女                     |
| 陳惠敏 | 唐辉       | 朱子聰   | 家华效力的帮会大哥           |
| 沈威   | 马觉海     | 盧雄     | 黑帮头目，唐辉的对头，大反派 |